# Якубов, Николай Евграфович
Никола́й Евгра́фович Яку́бов (13 (25) ноября 1837, Вологодская губерния — 24 марта 1918, Вологда) — настоятель Вологодского кафедрального собора, член III Государственной думы от Вологодской губернии.

## Биография
Родился 13 (25) ноября 1837 года в селе Ивановское (Кадниковский уезд, Вологодской губернии) в семье священника Троицкой Уфтюжской церкви Кадниковского уезда (1837—1851) Евграфа Васильевича Якубова и жены его Флены Стефановны, урождённой Барковой, дочери священника той же церкви Стефана Баркова. Братья — Клавдий, настоятель Николаевской Комьянской церкви Грязовецкого уезда и Христорождественской Вотчинской церкви Вологодского уезда; Аполлинарий, настоятель Николаевской Заболотской церкви Кадниковского уезда, и Александр, директор Санкт-Петербургской Введенской гимназии. Сестра — Александра.
Окончил Вологодскую духовную семинарию (1858) и Московскую духовную академию с правом на получение степени магистра богословия (1862).
По окончании духовной академии был определён в Вологодскую духовную семинарию преподавателем логики, психологии, патристики и латинского языка. С 1864 года преподавал также еврейский язык. После преобразования духовной семинарии в 1869 году был назначен преподавателем психологии, обозрения философских наук и педагогики. В 1875 году был утвержден в степени магистра богословия. 19 августа 1877 года был определён смотрителем Вологодского духовного училища, в каковой должности состоял до 1895 года. Коллежский асессор (1879), надворный советник (1881).
19 декабря 1883 года был назначен настоятелем Вологодского кафедрального собора, 26 декабря рукоположен в священники, а 1 января 1884 года возведен в сан протоиерея. Кроме того, состоял епархиальным цензором с 1881 года, председателем уездного отделения епархиального училищного совета с 1890 года, членом губернского училищного совета с 1893 года и членом губернского комитета попечительства о народной трезвости.
В 1907 году был избран членом III Государственной думы от съезда землевладельцев Вологодской губернии. Входил во фракцию правых. Состоял членом комиссии по вероисповедным вопросам. Был почетным членом Вологодского отдела Союза русского народа, а затем и почетным товарищем председателя того же отдела. Был одним из основателей данного отдела в феврале 1906 года.
От имени епископа Вологодского Никона (Рождественского) в 1910 прислал благословение на торжества по случаю открытия Народного Дома Екатеринославского отдела СРН, в котором вдохновенно писал:

«Дерзайте, доблестные союзники. Злая крамола на Руси Святой далеко ещё не подавлена, не осилена, не сломлена. Её злые деятели ещё не положили оружия, ещё куют новые и новые сатанинские козни и не теряют надежды достигнуть своих разрушительных целей. Много ещё предстоит трудов Вам; но верую и исповедую, что Всероссийскому Союзу Русского Народа поможет Господь Всемогущий сломить и подавить злобных крамольников, если этот Союз будет неустанно работать на своем боевом поприще. Народ Русский в массе пока дремлет. Но когда он воспрянет патриотически, сознав свое положение, тогда нынешние объединившиеся дружины его возрастут в великое всеобъемлющее древо, которое покроет своею сению всю православную Русь, во всех местах и краях её. Тогда и крамоле наступит конец, и державный Русский Народ в мирной культурной работе станет возрастать из силы в силу и укрепляться, руководимый Самодержавным Вождем своим, в нерушимом союзе с Православною Христовой Церковью. Тогда не страшны будут для него никакие козни ни иноземных, ни инородных врагов его в недрах Русского государства, ни своих русских изменников и предателей».
Образцов В. А. Торжество русского объединения: Освящение «Народного Дома» Екатеринославского отдела Союза Русского Народа 5 окт. 1910. Харьков, 1912.

В 1917 году проживал в Вологде по адресу: Соборная гора, 5.
Скончался 24 марта 1918 года. Похоронен на Введенском кладбище.

## Семья
Жена — Поликсения Феофилактовна (в девичестве Николаевская), родилась в 1840 году в семье настоятеля Вологодской Петропавловской церкви в Новинках.
Дочь — Надежда Николаевна Суровцева (в девичестве Якубова), родилась в 1864 году. Муж её — преподаватель 2-й Тифлисской гимназии Статский Советник Николай Александрович Суровцов.

## Награды
- благодарность от Епархиального начальства (20 декабря 1869).
- орден Святого Станислава 3-й степени (30 июня 1874).
- орден Святой Анны 3-й степени (15 мая 1883).
- бархатная камилавка (1886).
- золотой наперсный крест (1889).
- орден Святой Анны 2-й степени (15 мая 1894).